# Hamarikjú park
A Hamarikjú park (浜離宮恩賜庭園, Hamarikjú onsi teien, Hepburn-átírással: Hamarikyū onshi teien) a japán főváros egyik legszebb és legkedveltebb parkja, tájkert a Szumida folyó torkolatánál. Hajdan a Macudaira daimjók nyaralója állt rajta, azután a Tokugava-sógunátus (1603–1867) birtokába ment át. A 25 hektáros területen, amellyel Tokió második legnagyobb parkjának számít, ma változatos flóra található; legtöbben cseresznyevirágzáskor keresik fel.

## Története
1654-ben Macudaira Cunasige, Kófu kancellárja, a negyedik sógun, Tokugava Iecuna öccse nyaralót építtetett a Macudaira-család által solymászatra használt területen. Az épületet Kófu tengerparti kúriája (Kófu Hamajasiki) néven ismerték. Cunasige fia, Cunatojo, a hatodik sógun (1662-1712) családi rezidenciát alakíttatott ki, amelyet Tengerparti palotaként (Hamagoten) emlegettek. Környezetében kerteket építettek, és a terület a 11. sógun, Ienari (1773-1841) idején nyerte el végső formáját, amelyet nagyjából máig megőrzött.
A Meidzsi-restauráció idején a császári család tulajdonába került a palota és a park, nevét ekkor változtatták Hamarikjúra. Az időközben leégett nyaralót 1869-ben építették újjá. 1879-ben Meidzsi császár itt fogadta Ulysses S. Grant amerikai elnököt és feleségét.
A második világháború alatt az amerikai légierő bombatámadásaiban a területen álló épületek és sok fa megsérült, elpusztult. 1945. november 3-án a császári család Tokiónak adományozta a parkot, amelyet a felújítás után, 1946. áprilisában nyitottak meg a nagyközönség előtt.

## Kialakítása
Területén három nagyobb tó van, egy sós vizű és két édesvizű. Az előbbi egy dagálytó, amely a Tokiói-öbölhöz kapcsolódik, és vízmagassága zsilipkapuval szabályozható. Vizében tengeri halak, köztük nagyfejű tengeri pérek, fiatal farkassügérek, gébek és angolnák élnek. A tavon egy nagyjából 120 méter hosszú híd vezet át, amelyet japán ciprusokból építettek. Legutóbb 2012-ben újították fel. A másik két tavat kacsavadászat céljára alakították ki: a Kósindó kamobát 1778-ban, a Sinszenza kamobát 1791-ben. A tó mellett keskeny árkokat (hikibori) ástak, ahova a vadászok növényi csalikkal, például kölessel, illetve műkacsákkal csalták ki a récéket, majd sólymokkal vagy hálókkal fogták el őket.

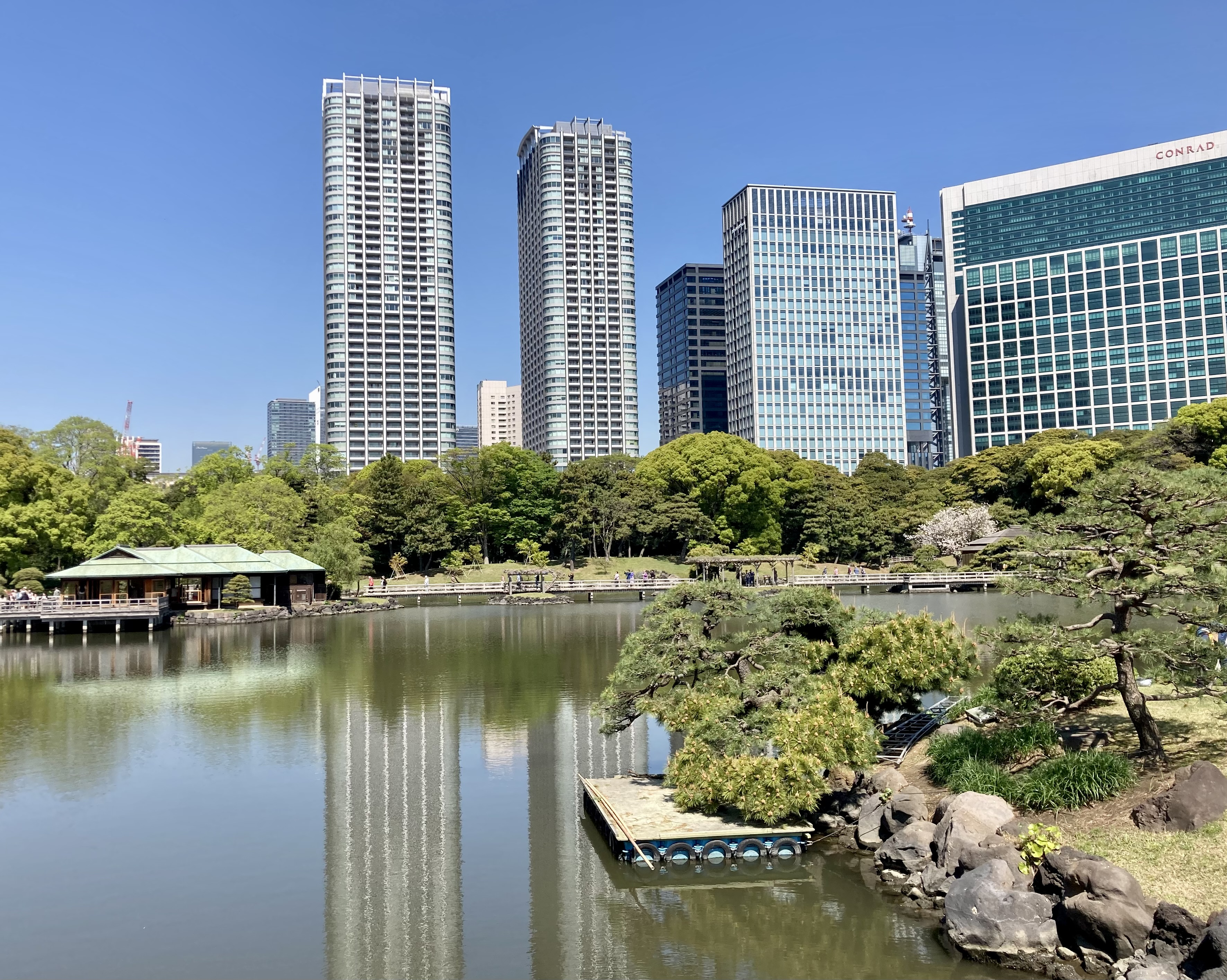
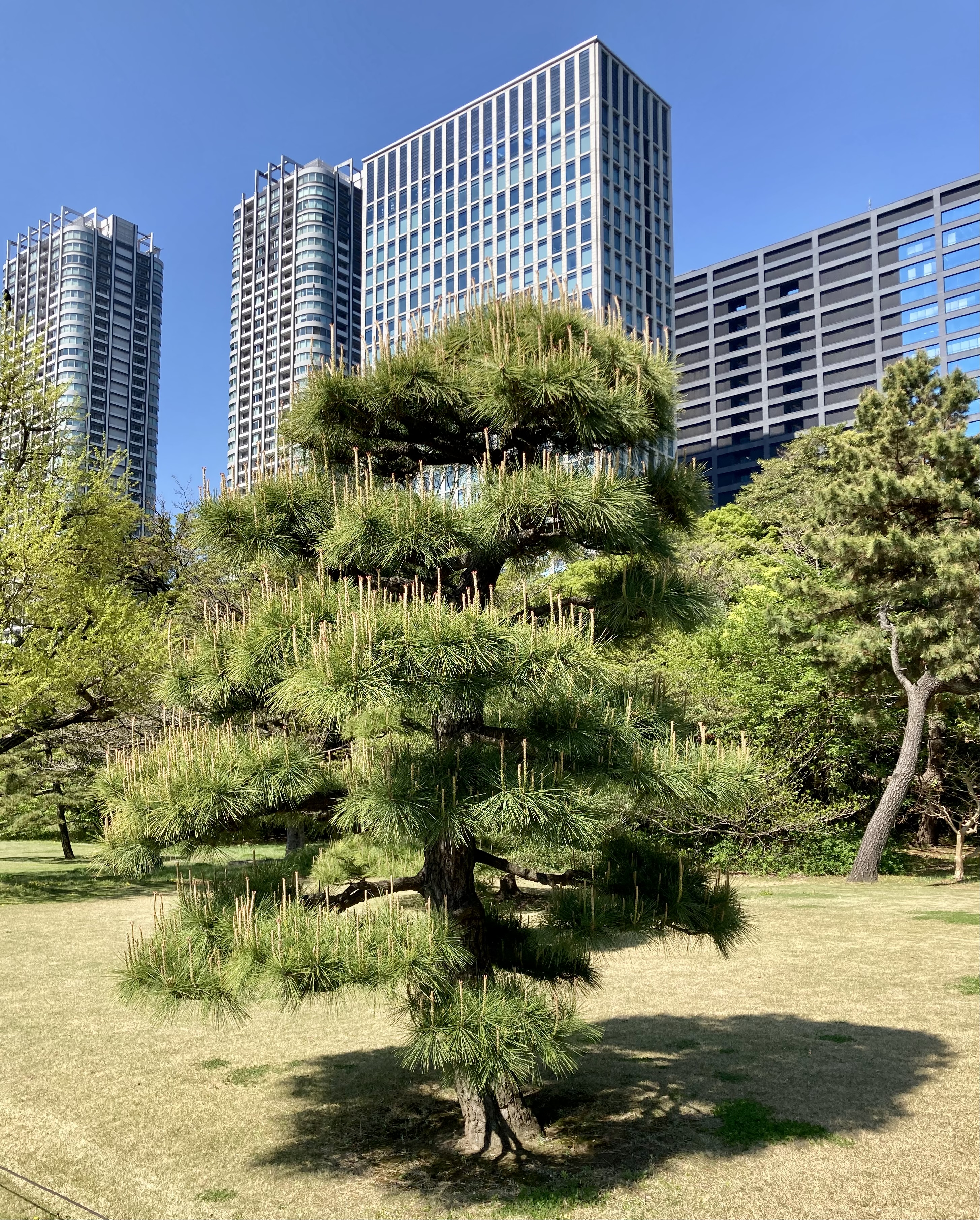
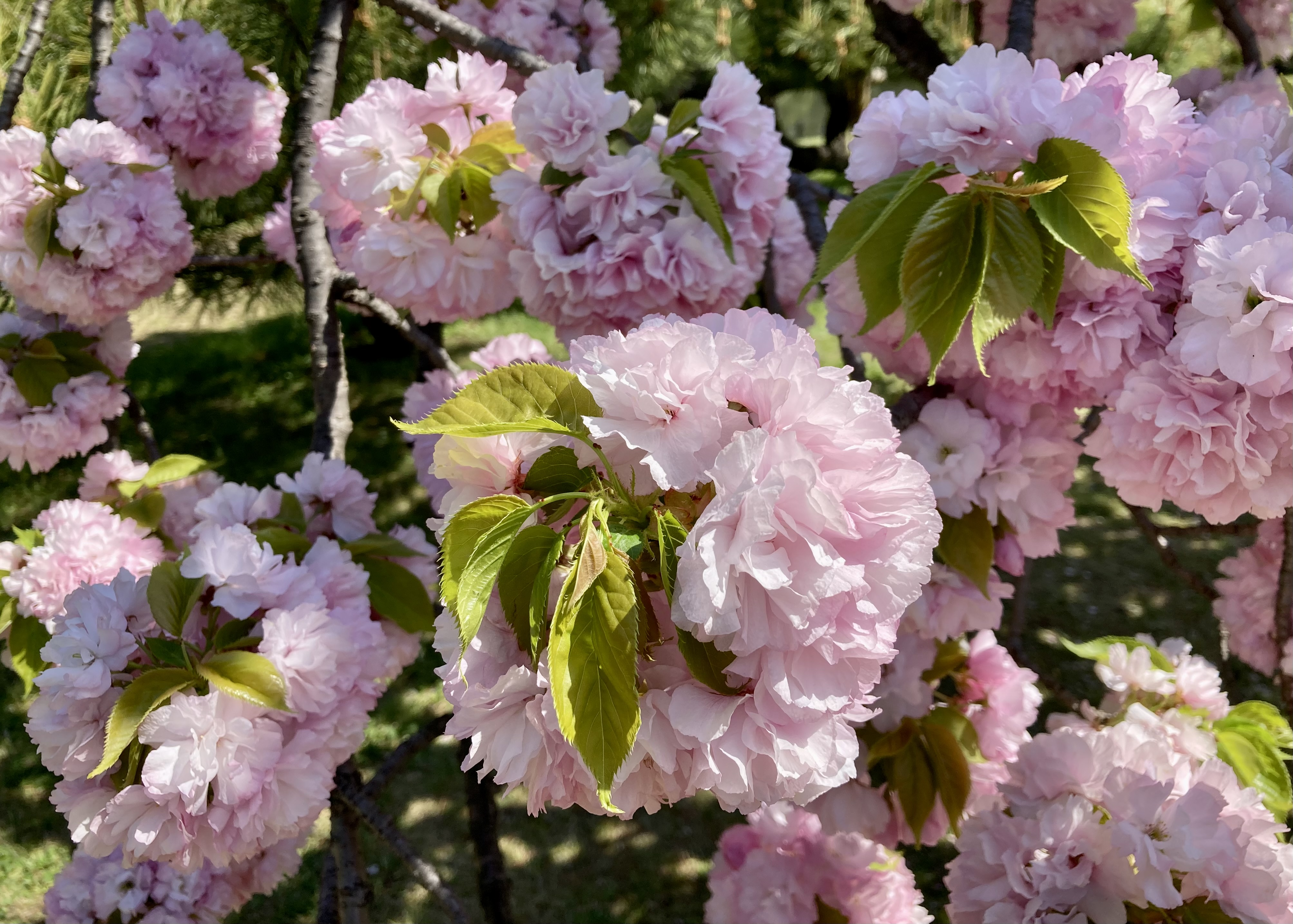
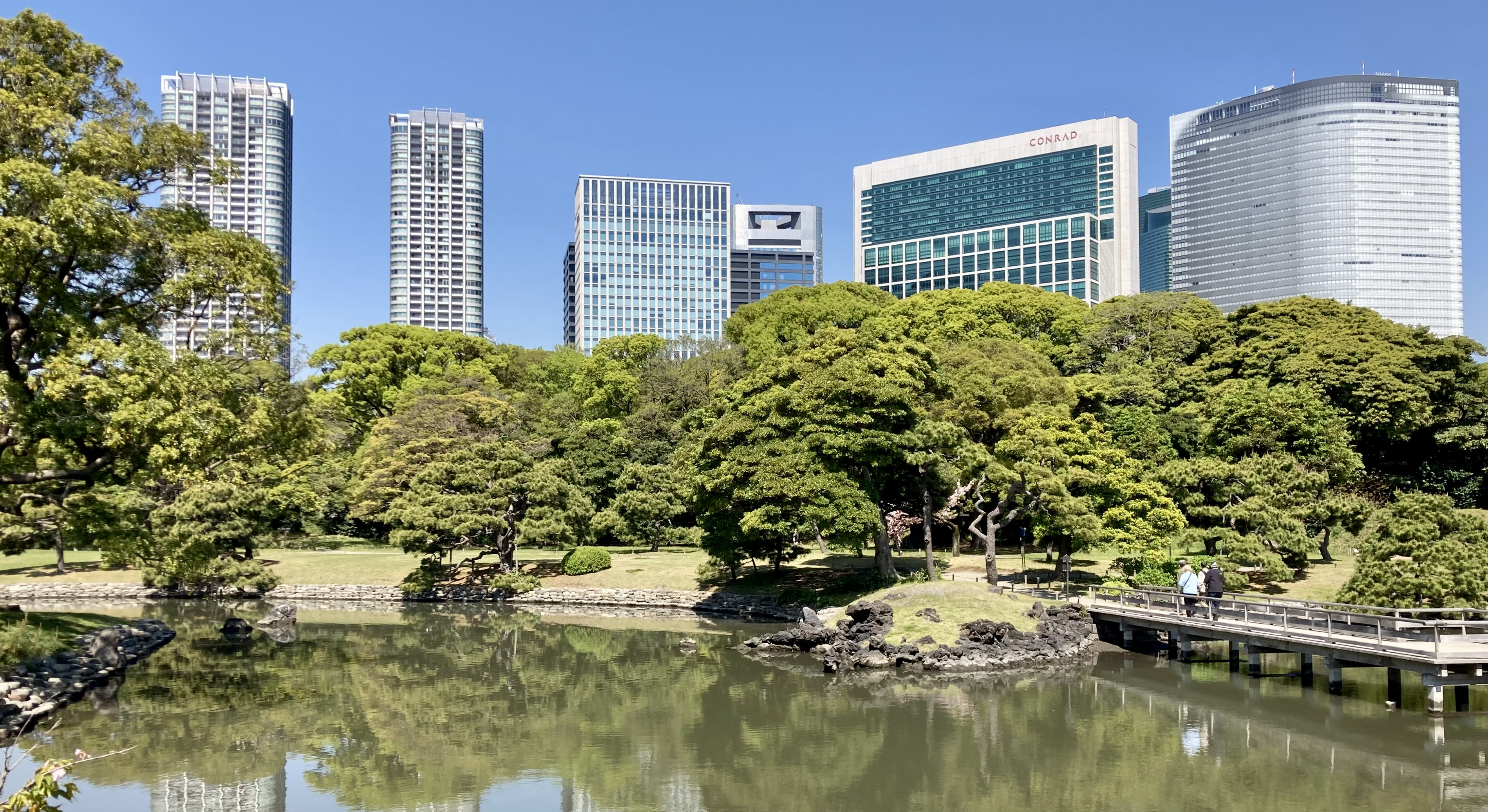

A parkban négy teaház (ocsaja) található, amelyek eredetileg a sógun pihenését szolgálták. Az eredetiek az idők során leégtek, de sorban egymnás után (1983-ban, 2010-ben, 2015-ben és 2018-ban) újjáépítették őket az elérhető történeti dokumentumok alapján. A kertben áll egy nagyméretű fenyő, amelyről úgy tartják, hogy körülbelül háromszáz éves.